# کادالسو
کادالسو (به اسپانیایی: Cadalso) یک دهستان‌های اسپانیا و دهستان و شهرک در اسپانیا است که در استان کاسرس واقع شده‌است. کادالسو ۷ کیلومتر مربع مساحت دارد ۴۳۸ متر بالاتر از سطح دریا واقع شده‌است.